# 1888年電影

## 電影列表
漢語電影依漢語拼音，所有非漢語電影依其在網際網路電影資料庫中的英文名稱排列。
| 片名                          | 原名                          | 語言 | 國家／地區 | 年份   |
| 朗德海花园场景                | Roundhay Garden Scene         | 無聲 | 英國       | 1888年 |
| Traffic Crossing Leeds Bridge | Traffic Crossing Leeds Bridge | 無聲 | 英國       | 1888年 |